# Toussaint Bridoul
Toussaint Bridoul (1595-1672) est un écrivain ecclésiastique de la Compagnie de Jésus au XVIIe siècle. Auteur de plusieurs ouvrages de piété ayant eu un grand succès dans sa région de naissance, le comté de Flandre, il témoigne de l'état d'esprit des religieux de l'époque.

## Biographie
Toussaint Bridoul nait à Lille le 22 mai 1595. Il est le fils de Noël Bridoul, bourgeois de Lille, bailli de Marquette, receveur de l'hôpital des Grimarets ou hôpital Notre-Dame, et de Marguerite Petitpas.
Noël Bridoul, son père, est l'auteur d'ouvrages de piété.
Toussaint entre au noviciat le 22 avril 1614, mais est renvoyé en raison de sa faible santé.
Il est réadmis dans la Compagnie de Jésus le 2 mars 1618, à l'âge de 22 ans.
Coadjuteur spirituel, il passe la plus grande partie de sa vie dans ses fonctions ecclésiastiques, en particulier dans les exercices du confessionnal, afin d'améliorer la foi des fidèles.
Ses écrits visent à appuyer son action pastorale.
Jean-Noël Paquot le dit parent de M. A. Bridoul, abbesse des Brigittines d'Arras.
Il meurt à Lille le 28 juillet 1672, à l'âge de 77 ans.

## Œuvres
Toussaint Bridoul a écrit plusieurs ouvrages de piété, aux sujets variés. Ils ont eu un grand succès dans sa région d'origine, au point d'être très recherchés, et au point qu'on lui a attribué des œuvres qui ne sont pas de lui. Toutefois, l'appréciation portée sur la qualité littéraire de sa production n'est pas particulièrement flatteuse.
Il écrit beaucoup sur le « merveilleux », sur les miracles, preuves de la présence de Dieu et de son amour pour les hommes.
- Le Triomphe annuel de N. Dame, où il est traité chaque jour de l'an des Honeurs que la Vierge a receus du Ciel et de la Terre..., Lille, 1640, 2 volumes.

Toussaint Bridoul y cite la légende de la Sacristine : une nonne séduite par un clerc s'enfuit secrètement de son couvent, puis abandonnée, se repentit et vient reprendre ses fonctions que la Vierge Marie miséricordieuse avait tenues pendant son absence, montrant ainsi sa bonté et sa puissance.
Ce livre est « Adressé à la Mère de Dieu à titre de reconnaissance, pour avoir conservé la Compagnie de Jésus durant son premier siècle, dans l'esprit qu'elle lui a procuré à sa naissance ». Il contient pour chaque jour des pensées et dévotions mariales afin que chacun puisse amender son existence et méditer pieusement.
- La Vie de François Cajetan de la Compagnie de Jésus, écrite en italien par le R.P. Alphonse Cajetan, remise en français par le R.P. Toussaint Bridoul, Lille, 1641.

Le livre porte en page de titre le monogramme jésuite IHS.
- La Boutique sacrée des saints et vertueux artisans dressée en faveur des personnes de cette vocation, Lille, 1650.

Ce livre, disponible en ligne, a été traduit en flamand et publié à Anvers en 1651: Den doorluchtigen Winckel van de heylighe en deughdelycke Coplieden ende Ambachtslieden, gehmaeckt in't François Door R. P. Tossanus Bridoul, ende verduyst, en vermeerdert, door R. P. Franciscus de Smidt, beyde priesters der Sociteyt Jesu.
L'ouvrage présente de nombreux arts et métiers (549 exemples) dont des membres se sont illustrés par leur foi catholique, tout en incluant des jésuites martyrs au Japon. Il veut expliquer aux artisans, que dans leurs diverses professions, on trouve des saints ou des martyrs, preuves de la possibilité d'honorer Dieu en exerçant son métier. Il se propose ainsi d'offrir des figures pouvant servir de modèles aux vivants. Il se fonde sur un gros travail de compilation de livres déjà parus pour présenter ses exemples. L'objectif final, dans l'esprit des écrits de l'époque, est de persuader le lecteur, artisan ou non, qu'il faut honorer Dieu à la place qui est la sienne, que les professions les plus humbles sont également voulues par Dieu et qu'en les exerçant, on mérite également les plus grands éloges. Le livre est qualifié de « curieux » ou de « synthèse sociale et religieuse très originale ».
- La vie de S. Florent, prétre, reclamé pour les fiévres & mal de tête, Liège, 1653.
- Le triomphe annuel de Notre Seigneur, Lille, 1659.

L'ouvrage présente pour chaque jour de la semaine les mystères liés au Christ et les grâces octroyées aux hommes par Jésus.
- Miracles et bénéfices faits par S. François Xavier, apostre des Indes, Lille, 1661;  traduction en français, d'un texte latin relatif aux miracles survenus à Potamo, en Calabre en 1652[9].
- Modèle de bons serviteurs et servantes, Lille, 1658.

L'auteur recommande aux fidèles de rendre hommage plusieurs fois par jour à Dieu.
- L'illustre hôpital des pieux aveugles, Lille, 1670[12].
- L'Enfer fermé par la considération des peines des damnés, Lille, 1671[20].
- Le Paradis ouvert par la dévotion envers la Sainte Vierge, 1671[21].

Dans la tradition médiévale, Toussaint Bridoul  tente d'y dépeindre l'au-delà, la vie n'étant qu'un passage et la mort un moment où tout se joue. Sa description de l'enfer reprend la plupart des clichés sur le sujet : les cris, les pleurs, le feu, la puanteur...
- L'Escole de l'Eucharistie establie sur le respect merveilleux que les bestes, les oiseaux, et les insectes, ont rendu en différentes occasions au Saint-Sacrement de l'autel. D'où les Catholiques pourront accroître leur dévotion vers ce divin Mistère & les Hérétiques y trouver leur confusion, Lille, 1672.

Il s'agit du livre le plus connu de Toussaint Bridoul, l'eucharistie étant alors un des éléments fondamentaux de l'identité catholique. L'auteur fait écho au tableau peint par Antoine Van Dyck, Le miracle de la mule, alors exposé dans l'église des Récollets de Lille, actuellement au musée des Beaux-Arts de Lille : il représente une mule s'agenouillant devant l'hostie consacrée présentée par Antoine de Padoue, et préférant celle-ci à du fourrage, quoiqu' affamée.
L'ouvrage se veut un recueil de prétendus miracles, tirés de plusieurs écrivains, classés par ordre alphabétique des noms d'animaux, de Abeilles à Vipères, en qui les miracles se seraient opérés. L'auteur veut montrer que les animaux respectent davantage le sacrement de l'eucharistie que les protestants.
Toussaint Bridoul rapporte ces prétendus évènements sans faire preuve ni de discernement ni de sens critique; il présente comme miracles des faits non avérés ou invraisemblables et montre trop de crédulité. Les adversaires de l'Église vont exploiter ces faiblesses, trop heureux de dénigrer le dogme catholique de la présence réelle de Dieu. Ainsi, le livre a fait l'objet d'une traduction en anglais par un protestant, William Clagett (en), célèbre pour sa lutte contre le catholicisme. Dans sa préface, celui-ci bafoue toute la doctrine catholique et présente l'Église comme une société d'imposteurs qui abusent de la crédulité des peuples en présentant comme miracles des prétendus faits servant leur cause. En 1688, parait donc à Londres : The School of the Eucharist, established upon the miraculous respects, and acknowledgements, which beats, birds and insects, upon several occasions, have rendred to the holy Sacrament of the Altar, translated from the french, by, W. Cloget.
Même si Toussaint Bridoul y témoigne davantage de zèle que de discernement, ce livre va être son plus grand succès.